# Casas de Menor
Casas de Menor, popularmente conocida como Los Menores, es una pedanía de Villena (Alicante, España), situada al noroeste de su término municipal. Se encuentra al norte del casco urbano, al oeste de la autovía A-31 y cerca de la carretera de Caudete, algo al norte de los límites de la antigua laguna de Villena. Está compuesta por un pequeño núcleo y varias casas dispersas. Su población censada en 2021 era de 124 habitantes (INE).

## Demografía
|           | 2000 | 2001 | 2002 | 2003 | 2004 | 2005 | 2006 | 2007 | 2008 | 2009 | 2020 | 2021 |
| Población | 43   | 61   | 63   | 72   | 73   | 79   | 84   | 88   | 92   | 96   | 113  | 124  |

La población residente durante todo el año ha ido aumentando progresivamente en los últimos años, aumentando notablemente en los fines de semana y periodos de vacaciones. La cercanía a Villena y los buenos accesos por la carretera de Caudete (CV-809) y por la autovía de Levante (A-31) facilitan también el poder vivir al tener acceso rápido a todos los servicios de Villena.